# 結 (佛教)
結，又譯為結使、結纏，佛教術語，是指一個人內心意識中潛在的煩惱，它會產生障礙，將人綑綁在輪迴中，妨礙一個人得到解脫，帶來痛苦。斬斷結縛，就可以進入涅槃。因結縛而出生的五種最主要的障礙，被稱為五蓋。
在佛經中，結縛有數種不同的分類說法，有二結、三結、四結、五結、九結、十結等。

## 語義
結，即繩結，有纏繞、集結的意思，為煩惱的異名。煩惱如繩結一般令無明的有情眾生的身心受到繫縛，不得解脫，或說煩惱能令眾生集結苦果，故稱為「結」。
已證阿羅漢果者斷盡所有的有漏之法，不再有結使。斷除所有結縛，即證阿羅漢果。

## 類似字義
結與纏、縛的字義接近，同被當為煩惱之一，常被當成同義字。被結所繫縛，無法解脫，稱為結縛（saṃyojana-bandhana）。
《相應部》〈23經〉〈結縛經〉中，有結縛一詞，在巴利文中為，又譯為縛，有束縛之意。在《雜阿含經》中，被譯為纏結。這個名詞，字面上又有編頭髮的意思在，因此《別譯雜阿含經》譯為結髮。

## 主要分類
綜合來說，主要的結縛有十種，前五個稱五下分結，後五個稱五上分結。

### 五下分結与五上分結
主要依四向四果的果位修行需斷煩惱次第來區分。
斷身見、戒取、疑（三結），證得初果須陀洹
斷身見、戒取、疑（三結），並淡薄貪欲、瞋恚，證得二果斯陀含
斷盡五下分結，證得三果阿那含
斷盡五下分結與五上分结，證得四果阿羅漢
- 五下分结：

包含身見、戒取、疑（三結），加上貪欲、瞋恚。又稱五順下分結，下分是欲界的意思，這五結都是欲界煩惱，因此被稱為五下分結。
斷除五下分結，就得證聲聞三果成阿那含，不再染著欲界的五欲。
- 五上分结：

包含色界愛、無色界愛、掉舉、慢、無明。又名五顺上分结，上分是指色界與無色界，這五結的煩惱分屬色界與無色界，因此稱五上分結。
斷除五順上分結，證阿羅漢果。

### 五利使与五钝使
五利使與五鈍使合稱十使，為佛法修行中會碰到的煩腦或錯誤見解
- 五利使：又名五见、五恶见，和五下分结相似，五利使结包括：
  - 身见：众生执着於身体爲我有，产生我痴、我见、我慢、我爱的四种烦恼心。
  - 边见：有了我见，则会产生断见或常见二类边见；断见又名断灭见，谓认为众生死後消散殆尽，无有所遗；常见谓认为众生死後，会和前世相续，人的来世仍爲人，永远不变。
  - 邪见：不信因果，不信佛法僧三宝。
  - 见取见：認為有漏法可以帶來解脫和快樂，更甚者修有漏法卻未证言证，妄执自己已取得圣果。
  - 戒禁取见（戒禁見）：外道执取错误的戒律禁忌，认为以此苦修可以灭苦解脱。
- 五钝使：和五上分結相似，包括：
  - 贪：指众生对于色、声、香、味、触五尘欲境，或者是与五尘对应的财、色、名、食、睡五欲，生起执着贪爱的妄心。
  - 嗔（或瞋）：对违背我所贪爱的欲境，生起嗔恨心、恼恨心。
  - 痴：無明，对善业、恶业不能分辨，痴心糊涂，造诸恶业。
  - 慢：吾我贡高，骄傲自满，轻慢他人。
  - 疑：对佛法僧三宝怀疑不信，妄生烦恼，造诸恶业。

## 其他分類

### 二結
慳（慳貪悋懎）、嫉（嫉妒）

### 三結
三結，又稱三種結、三縛結，指的是包括身見、戒禁取見、疑見等三種的煩惱。在解脫道的修證上，於成就初果須陀洹前所要修斷的三種見所斷(即所謂見道所斷)煩惱。

### 四結
欲結、瞋結、癡結、利養結。
四身結、四縛：貪嫉身結、瞋恚身結、戒取身結、貪著是實取身結。

### 九結
愛、恚、無明、慢、疑、見、取、嫉、慳，合稱九結。

### 十結
《法集論》提出十結，即欲貪，色貪，無色貪，瞋恚，無明，慢，疑，身見，戒禁取，掉舉。

## 四種沙門、解脫果與結使
佛陀特別指出有四種真正的沙門─出家人，於結使皆有少分及多分的斷除：
- 黃藍花沙門：已斷三縛結，成就聲聞解脫道初果而不退轉者，於將來必能證無餘涅槃。
- 邠陀利花沙門：已斷三縛結，且其婬貪、瞋怒、愚癡的三毒煩惱也已淡薄，成就了聲聞解脫道的二果。
- 柔軟沙門：已斷五下分結，成就了聲聞解脫道的三果。
- 柔軟中柔軟沙門：已斷五上分結，成就了聲聞解脫道的四果阿羅漢。[17]